# Eau Noire (Belgique)
Pour les articles homonymes, voir Eau Noire.
L'Eau Noire est une rivière de Belgique et de France (frontière), affluent gauche de la Meuse par le Viroin.

## Étymologie
Le nom d'Eau Noire vient du fait que son eau, qui vient directement des bois, est limpide, au contraire de l'Eau Blanche qui, elle, est brouillée par des boues crayeuses.

## Géographie
L'Eau Noire prend sa source sur le plateau de Rocroi, à Petite-Chapelle et marque la frontière entre la Belgique et la France avant d'entrer définitivement en Belgique, par le hameau de Nimelette. Elle fait 12,2 km en France et s'appelle aussi le Viroin pour le SANDRE.
Elle traverse l'Ardenne avant de rejoindre Couvin où elle entre dans la Calestienne. Dans la localité de Petigny, aux « Grottes de l'Adugeoir », également connues sous le nom de Grotte de Neptune, elle se divise en une branche souterraine et une rivière à l'air libre.
La branche souterraine refait son apparition à Nismes, au lieu-dit la grotte du Pont d'Avignon, et rejoint la branche restée à l'air libre, au pied de l'église du village. Quelques kilomètres plus loin, l'Eau Noire rencontre l'Eau Blanche près de Dourbes pour donner naissance au Viroin.
On pense souvent que cette rivière prend sa source à Nismes mais c'est sa partie souterraine qui réapparaît dans ce village qui est à l'origine de cette erreur.

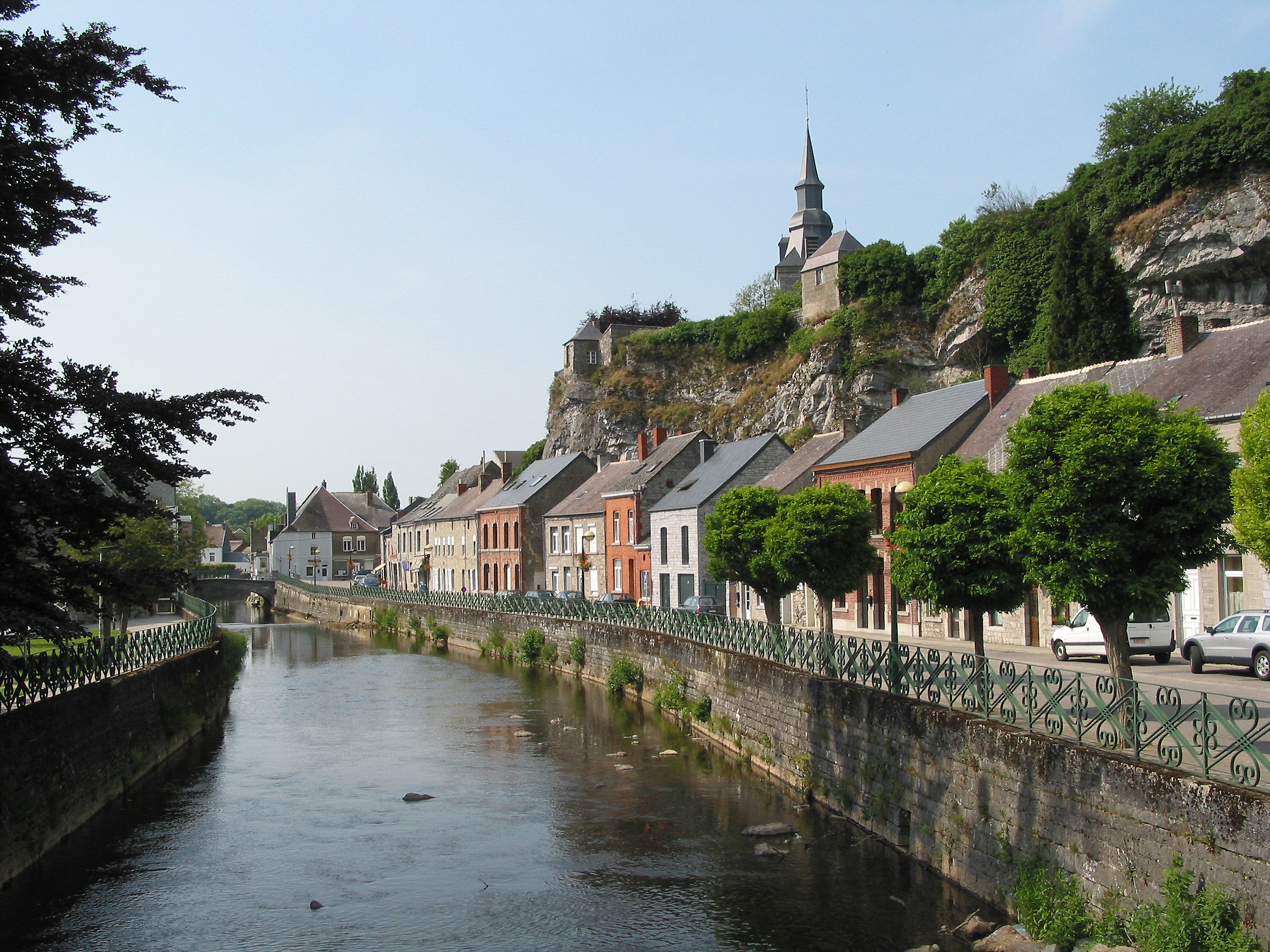
La rue de la Falaise longeant l'Eau Noire à Couvin.

## Barrage
Début 1978 les habitants de la région furent confrontés au projet de construction d'un barrage, haut de 70 mètres, sur la rivière, 500 mètres en amont du centre-ville de Couvin. Un mouvement d'opposition au barrage s'organisait aussitôt, menant des actions ludiques voire parfois violentes. Ainsi le ministère des travaux publics à Bruxelles fut occupé, quelques machines sabotées, et le bâtiment de chantier détruit à deux reprises. Une station de radio illégale, Radio Eau Noire, émettant à partir des forêts couvinoises fut également mise en œuvre pour donner plus d'ampleur aux actions. Les démolitions donnèrent lieu à une enquête judiciaire provoquant de multiples et longs interrogatoires de plusieurs personnes, sans pour autant donner lieu à un procès. Vers la fin de l'année le projet fut suspendu sous la pression des protestations mais aussi parce que, comme les habitants l'avaient toujours maintenu, le sous-sol s'avérait trop instable pour une construction d'une telle envergure.